# ديفيد هينشو
ديفيد هينشو (بالإنجليزية: David Henshaw) هو سياسي من الولايات المتحدة الأمريكية.
وهو عضو في الحزب الديمقراطي الأمريكي.